# M/F Baltivia
M/F Dioscuria är en Ro-Pax-färja. Sedan november 2024 har hon seglat under georgisk flagg med sin hemmahamn Batumi. Skeppets namn syftar på den grekiska kolonin Dioscuria (Dioscurias), som grundades på 500-talet f.Kr. i området för dagens Sokhumi. Legenden säger att tvillingarna Castor och Pollux lade grundstenen. 

## Historia
Beställd 1980 av ett partrederi som bestod av Stockholms Rederi Ab Svea (20%), Svelast (7%) och Rederi Ab Gotland (10%)
Beställdes från Kalmar Varv som började bygga akterskeppet. FEAB i Marstrand byggde förskeppet. Mittsektionen byggdes av Götaverken, Cityvarvet, Göteborg. 1980 06 10. Kölsträckt 1980 06 10. 
Akterskeppet sjösatt 1981 01 16 vid Kalmar varv A/B, Kalmar (Varvsnummer 453). 
Förskeppet byggt 1981 01  av Fartygsentreprenader Ab, Marstrand.
Förskeppet sjösätts 1981 05 03.
Fartyget sammanfogades 1981 i Eriksbergs torrdocka. Tyvärr så råkade det bli maskinrumsbrand under byggnationen så leveransen försenades med två månader.
Döpt 1981 11 20 av fru Marieann Nilsson.
Fartyget genomgick år 2002 en grundlig modernisering, togs i drift av Polferries den 15 januari 2007 och trafikerar för närvarande linjen Ystad–Świnoujście.
Tidigare har M/F Baltivia bland annat hetat Saga Star och trafikerat linjerna Helsingborg/Malmö/Trelleborg–Travemünde/Rostock för TT-Line.
Sedan november 2024 har hon seglat under georgisk flagg med sin hemmahamn Batumi. 